# Certificado de depósito bancário
O Certificado de Depósito Bancário (CDB) é um tipo de depósito a prazo, isto é, um produto comumente oferecido por instituições financeiras.

## No Brasil
No Brasil, o CDB é um título nominativo privado emitido por instituições financeiras e vendidos ao público como forma de captação de recursos. Eles são negociados tanto a partir de uma taxa fixa de juros (pré-fixados) quanto de uma taxa vinculada a índices econômicos (pós-fixados). Seus prazos e condições variam de instituição para instituição e a rentabilidade deles estão sujeitas à incidência de IOF e IR. Além disso, as aplicações em CDB são objeto de garantia ordinária do Fundo Garantidor de Créditos.

### Remuneração pré-fixada
Os CDBs com remuneração pré-fixada são títulos cuja rentabilidade final pode ser determinada no momento da aplicação. Tal rentabilidade normalmente é descrita indicando a remuneração do título em intervalos comuns de tempo, como uma taxa de juros a ser aplicada mensal ou anualmente sobre o montante aplicado (por exemplo, 1% ao mês, 15% ao ano, etc.). Assim, a rentabilidade final do título pode ser determinada no momento da aplicação calculando os juros compostos da taxa acordada considerando o período em que o dinheiro permanecerá aplicado.

### Remuneração pós-fixada
Os CDBs com remuneração pós-fixada são títulos cuja rentabilidade não pode ser determinada com momento da aplicação, pois sua remuneração está associada ao desempenho de indicadores da economia, como o CDI, SELIC, IPCA, IGPM, entre outros.
A rentabilidade desses títulos normalmente é descrita apresentando a fórmula que será utilizada para o cálculo da rentabilidade final em função de um indicador econômico previamente selecionado (por exemplo, IPCA + 5% a.a., 110% do CDI, etc.).
Como o desempenho dos indicares econômicos dependem de análises que serão realizadas no futuro, não é possível determinar com precisão o valor da remuneração final desses títulos, sendo possível apenas estimá-lo através de previsões de mercado.
Algumas instituições financeiras oferecem ainda uma modalidade alternativa de CDB com remuneração pós-fixada conhecida como "CDB com swap". Nessa modalidade, é permitido que o portador altere a forma como a rentabilidade do título será calculada, normalmente selecionando um novo indicador financeiro dentre uma lista de opções determinada pela instituição.

### Impostos
Sobre as aplicações em CDBs incidem os impostos relacionados a aplicações financeiras de renda fixa, isto é, o Imposto sobre Operações Financeiras (IOF) e o Imposto de Renda (IR). Os impostos do CDB, assim como em todas as aplicações de renda fixa, incidem apenas sobre os rendimentos da aplicação, isto é, sobre a diferença entre o valor resgatado e o valor investido. No caso do rendimento do título resultar em saldo negativo, não haverá incidência de imposto.
- IOF: apenas incide sobre aplicações com duração inferior a 30 dias. O valor exato a ser recolhido pelo imposto é determinado por uma tabela anexa da Portaria MF Nº 264, de 30 de junho de 1999,[2] que institui valores que reduzem proporcionalmente de acordo com o número de dias restantes para o término dos primeiros 30 dias da aplicação, iniciando com alíquota de 96% até se tornarem isentas após decorridos 30 dias ou mais.
- IR: incide sobre o rendimento de todas as aplicações e o valor é descontado diretamente na fonte. O valor do imposto é instituído pelo Art. 1 da Lei no. 11.033, de 21 de dezembro de 2004[3] e pelo Art. 37 da Instrução Normativa RFB nº 1.022, de 5 de abril de 2010[4] e, assim como o IOF, reduz de acordo com a duração da aplicação:
  - até 180 dias, alíquota de 22,5%;
  - de 181 a 360 dias, alíquota de 20%;
  - de 361 a 720 dias, alíquota de 17,5%;
  - acima de 720 dias, alíquota de 15%.

Assim sendo, somando o IOF com o IR, o imposto a ser recolhido sobre os rendimentos do CDB varia de 96,9% (maior imposto, aplicado a investimentos com duração de um dia) a 15% (menor imposto, aplicado a investimento com duração superior a 720 dias, ou dois anos).

### Liquidez
Os CDBs podem possuir liquidez diária, sendo resgatáveis a qualquer momento, ou liquidez apenas no vencimento.
Os títulos que somente podem ser resgatados no vencimento, no entanto, geralmente oferecem um retorno maior ao investidor.

### Garantias
Os investimentos em CDBs estão protegidos pelo Fundo Garantidor de Créditos, para valores de até R$250 mil por CPF e por instituição financeira.

## Nos Estados Unidos
Nos Estados Unidos, o CDB é conhecido como certificado de depósito (certificate of deposit, CD) e são emitidos por bancos e cooperativas de crédito, com garantia da FDIC e da NCUA, respectivamente. Lá eles se assemelham com contas poupança, exceto pelo fato de possuírem prazos fixos e, normalmente, taxas de juros fixas.